# Température d'équilibre à la surface d'une planète
La température d'équilibre à la surface d'une planète est la température théorique d'une planète considérée comme un corps noir dont la seule source de chaleur est son étoile parente. Dans ce modèle, la présence ou l'absence d'une atmosphère (et donc de tout effet de serre) n'est pas considérée et l'on traite la température théorique de corps noir comme si elle venait d'une surface idéalisée de la planète.
Certains auteurs utilisent d'autres termes, tels température équivalente de corps noir d'une planète ou température de radiation d'émission effective d'une planète. Des concepts semblables incluent la température moyenne globale et la température de l'air de surface globale moyenne, qui prennent en compte les effets du bilan thermique interne d'une atmosphère planétaire.

## Calcul de la température de corps noir
Si l'irradiation solaire incidente sur la planète (hors de son atmosphère) à sa distance orbitale du Soleil est {\displaystyle I_{0}=L_{0}/(4\pi d^{2})}, où {\displaystyle L_{0}} est la luminosité du Soleil (3,828 × 1026 W), et {\displaystyle d} la distance de la planète au Soleil, la quantité d'énergie absorbée par la planète dépend de son albédo a et de sa section efficace S :
{\displaystyle P_{\mathrm {in} }=I_{0}\left(1-a\right)S}
Pour une planète sphérique, la section efficace est {\displaystyle S=\pi {R_{\mathrm {p} }}^{2}}.
{\displaystyle P_{\mathrm {in} }=I_{0}\left(1-a\right)\pi {R_{\mathrm {p} }}^{2}}
La puissance irradiée par la planète sous forme de rayonnement thermique dépend de son émissivité et de son aire de surface, selon la loi de Stefan-Boltzmann :
{\displaystyle P_{\mathrm {out} }=\epsilon \sigma AT^{4}}
où Pout est la puissance irradiée, {\displaystyle \epsilon } est l'émissivité, σ est la constante de Stefan–Boltzmann, A l'aire de surface et T la température. Pour une planète sphérique l'aire de surface est {\displaystyle A=4\pi {R_{p}}^{2}}.
La température d'équilibre {\displaystyle T_{\mathrm {eq} }} est calculée en posant {\displaystyle P_{\mathrm {in} }=P_{\mathrm {out} }} pour le cas idéal d'un corps noir, dans lequel l'émissivité est {\displaystyle \epsilon =1}. Donc :
{\displaystyle T_{\mathrm {eq} }={\left({\frac {I_{0}\left(1-a\right)}{4\sigma }}\right)}^{1/4}} et, avec {\displaystyle I_{0}=L_{0}/(4\pi d^{2})}, on a aussi :
{\displaystyle T_{\mathrm {eq} }={\left({\frac {L_{o}\left(1-a\right)}{16\sigma \pi d^{2}}}\right)}^{1/4}}
Dans le cas d'une planète se situant dans le système solaire, {\displaystyle L_{0}} serait la luminosité du Soleil (3,828 × 1026 W) et {\displaystyle d} la distance de la planète au Soleil, et donc : 
{\displaystyle T_{\mathrm {eq} }=1,07652\cdot 10^{8}{\left({\frac {\left(1-a\right)}{d^{2}}}\right)}^{1/4}} (avec d en mètres), ou bien :
{\displaystyle T_{\mathrm {eq} }=3404,255\cdot {\left({\frac {\left(1-a\right)}{d^{2}}}\right)}^{1/4}} (avec {\displaystyle d} en millions de kilomètres).

## Exemples
Le tableau suivant compare les températures des planètes (dont la découverte est confirmée) qui sont le plus près de celle de la Terre.
| Paramètre | Mercure       | Vénus            | Terre      | Lune        | Mars         | Kepler-22 b |
| --- | ------------- | ---------------- | ---------- | ----------- | ------------ | ----------- |
| {\displaystyle I_{0}}, irradiation solaire (W/m2) | 9 082,7       | 2 601,3          | 1 361,0    | 1 361,0     | 586,2        |             |
| a, albédo de Bond global | 0,068         | 0,770            | 0,294      | 0,110       | 0,250        | Inconnu     |
| {\displaystyle I_{0}(1-a)}, irradiation efficace (W/m2) | 8 465         | 598 (*)          | 961        | 1 211       | 439          |             |
| {\displaystyle T_{\mathrm {eq} }}, température d'équilibre planétaire en K et en °C                                                                               | 439,6 +166,4° | 226,6 (*) −46,6° | 255,1 −18° | 270,4 −2,8° | 209,8 −63,4° | 262 -11°    |
| Avec l'effet de serre en K et en °C | –             | 737 463,9°       | 288 15°    | –           | 210 −62,8°   | 295 22°     |
| Rotation synchrone | 3:2           | Presque          | Non        | Oui         | Non          | Inconnue    |
| Références, |               |                  |            |             |              |             |
| Notes : (*) La basse température d'équilibre pour Vénus est due à son fort albédo, qui fait que seuls 23 % de l'irradiation solaire sont absorbés, soit 598 W/m2. |               |                  |            |             |              |             |